# La estrella de los simios
La estrella de los simios (título original: Apstjärnan) es una película de animación y familiar de 2021, dirigida por Linda Hambäck, escrita por Jan Vierth y basada en un libro de Frida Nilsson, musicalizada por Tania Naranjo y Minna Weurlander, en la fotografía estuvo Gabriel Mkrttchian, los protagonistas son Rebecca Gerstmann, Pernilla August y Melinda Kinnaman, entre otros. El filme fue producido por Film i Väst, Lee Film y Mikrofilm; se estrenó el 11 de junio de 2021.

## Sinopsis
Jonna ha estado toda su vida en el orfelinato. Un día aparece un gorila y la adopta. A Jonna le lleva un tiempo habituarse a su nueva madre, pero justo cuando empieza a sentirse cómoda, las autoridades locales aparecen con planes diferentes.